# Gnophos vizzavonae
Gnophos vizzavonae là một loài bướm đêm trong họ Geometridae.